# 프란스 드 발
프란스 드 발(Frans de Waal, 1948년 10월 29일 ~ 2024년 3월 14일)은 네덜란드계 미국인 영장류학자이자 동물행동학자이다. 본명은 프란시스쿠스 베르나르두스 마리아 드 발(Franciscus Bernardus Maria de Waal)이다. 드 발은 에모리 대학교 심리학과에서 찰스 하워드 캔들러 영장류행동과 교수, 에모리 대학교 여키스 국립 영장류 연구 센터의 리빙 링크 센터(Living Links Center) 소장을 지냈으며 《침팬지 폴리틱스》(Chimpanzee Politics, 1982), 《내 안의 유인원》(Our Inner Ape, 2005) 등 수많은 책을 집필했다. 그의 연구는 갈등 해결, 협력, 불평등 혐오, 음식 공유 등 영장류의 사회적 행동에 중점을 두었다. 드 발은 미국국립과학원 및 네덜란드 왕립 예술 과학 아카데미의 회원이다. 2024년 3월 14일 위암으로 사망하였다.